# 玛格丽特·高英
玛格丽特·玛丽·高英 CBE，FBA，FRS（1921年4月26日—1998年11月7日）是英国的史学家，主要研究撰写第二次世界大战、英国核武器的历史作品。

## 作品
- 《Independence and Deterrence: Britain and Atomic Energy, 1945–52. Volume 1: Policy Making》（1974年）
- 《Independence and Deterrence: Britain and Atomic Energy, 1945–52. Volume 2: Policy Execution》（1974年）
- 《Britain and Atomic Energy, 1935–1945 》（1964年）
- 《Civil Industry and Trade》（1952年）
- 《British War Economy》（1952年）